# Centre de Tecnificació d'Esquí de Muntanya de Catalunya
El Centre de Tecnificació d'Esquí de Muntanya de Catalunya (CTEMC) depèn de la Federació d'Entitats Excursionistes de Catalunya (FEEC) i va ser fundat a juliol de 1997, previ acord entre la FEEC i la Federación Española de Deportes de Montaña y Escalada (FEDME). El CTEMC és un centre de tecnificació reconegut pel Consell Català de l'Esport i els esportistes que en formen part són reconeguts dins del Pla de Tecnificació Esportiva de Catalunya i del programa d'Alt Rendiment Català (ARC).
El seu objectiu principal és formar joves, no només en els aspectes de l'esport, sinó també en el vessant humà, amb la missió que una vegada formats i experimentats en el món de la competició, puguin incorporar-se a la Selecció Catalana, nodrint-la per a garantir la continuïtat de la presència de Catalunya en les diferents competicions estatals i internacionals. Els esportistes segueixen un programa d'entrenament planificat i orientat a obtenir el rendiment més òptim, en funció de les seves característiques i del calendari de competicions de cada temporada, on es té cura de la seva preparació no sols a nivell físic i tècnic, sinó també a nivell mèdic i psicològic.

## Objectius generals
1. Detectar i seleccionar, entre la població en edat escolar, esportistes amb qualitats específiques que permetin preveure la seva projecció futura dintre de l'esport d'elit català.
2. Millorar el nivell tècnic i competitiu dels joves esportistes seleccionats.
3. Vetllar perquè els esportistes, durant el procés de permanència en el programa, obtinguin una formació integral.
4. Promoure que el màxim nombre d'esportistes incorporats al programa es puguin classificar i entrar en el programa ARC.